# آندریا شوپ
آندریا شوپ (انگلیسی: Andrea Schöpp؛ زادهٔ ۲۷ فوریهٔ ۱۹۶۵) ورزشکار کرلینگ اهل آلمان است. او به صورت نیمه وقت در دانشگاه آمریكا در رشته آمار سخنرانی هایی را انجام می دهد. مونیکا واگنر اولین تیمی است که وی در آن حضور داشته است.